# سیارک ۱۳۸۰

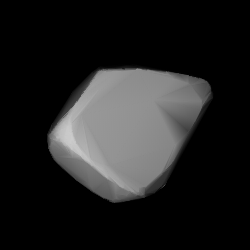
مدل سه‌بُعدی سیارک ۱۳۸۰ بر اساس منحنی نور آن

سیارک ۱۳۸۰ (به انگلیسی: 1380 Volodia، نامگذاری:1936FM) هزار و سیصد و هشتادمین سیارک کشف شده‌است که در ۱۶ مارس ۱۹۳۶ و در الجزیره کشف شد.
قدر مطلق سیارک برابر ۱۱٫۶۰ است.